# جين لاروين
جين لاروين (6 مارس 1930 – 13 فبراير 2009) هو مبارز بالسيف فرنسي راحل، مثّل بلاده في الألعاب الأولمبية الصيفية 1952.

## روابط رياضية
جين لاروين على موقع أوليمبيديا (الإنجليزية)